# Phyllopsora minor
Phyllopsora minor är en lavart som beskrevs av Brako. Phyllopsora minor ingår i släktet Phyllopsora och familjen Ramalinaceae.   Inga underarter finns listade i Catalogue of Life.